# Miel de la Lunigiana
Pour les articles homonymes, voir Miel.
Le miel de la Lunigiana – en italien miele della Lunigiana – est un miel produit en Italie dans la partie toscane de la région de la Lunigiana, laquelle relève de la province de Massa-Carrara. Miel d'acacia ou de châtaignier, il bénéficie d'une appellation d'origine protégée depuis 2004.